# Constant de Planck
La constant de Planck (de símbol h), és una constant física fonamental que caracteritza la quantització de la natura. El seu valor exacte és extremadament petit en unitats del Sistema Internacional:
| {\displaystyle h=6,626\ 070\ 15\times 10^{-34}\,{\mbox{J}}\cdot {\mbox{s}}} |

## Relacions amb altres constants fonamentals
La constant de Planck guarda relació amb altres constants físiques com les que figuren a la taula adjunta:
| Nom constant  | Càrrega elemental                                            | Massa de l'electró                                              | Constant d'Avogadro                                                          | Magnetó de Bohr                                                                                 | Magnetó nuclear |
| ------------- | ------------------------------------------------------------ | --------------------------------------------------------------- | ---------------------------------------------------------------------------- | ----------------------------------------------------------------------------------------------- | --- |
| Relació amb h | {\displaystyle e={\sqrt {\frac {2\alpha h}{\mu _{0}c_{0}}}}} | {\displaystyle m_{e}={\frac {2R_{\infty }h}{c_{0}\alpha ^{2}}}} | {\displaystyle N_{A}={\frac {M_{u}A_{r}(e)c_{0}\alpha ^{2}}{2R_{\infty }h}}} | {\displaystyle \mu _{B}={\sqrt {\frac {c_{0}\alpha ^{5}h}{32\pi ^{2}\mu _{0}R_{\infty }^{2}}}}} | {\displaystyle \mu _{N}={\frac {A_{r}(e)}{A_{r}(p)}}{\sqrt {\frac {c_{0}\alpha ^{5}h}{32\pi ^{2}\mu _{0}R_{\infty }^{2}}}}} |

on:
- {\textstyle \alpha }, és la constant d'estructura fina, 7,297 352 5698(24) × 10–3.
- {\textstyle \mu _{0}}, és la permeabilitat magnètica del buit, 4π × 10–7 N/A² (exacte).
- {\textstyle c_{0}}, és la velocitat de la llum al buit, 299 792 458 m/s (exacte).
- {\textstyle R_{\infty }}, és la constant de Rydberg, 10 973 731,568 539(55) m–1.
- {\textstyle M_{u}}, és la constant de massa molar definida com a 0,001 kg/mol
- {\textstyle A_{r}(e)}, és la massa molar relativa de l'electró, 5,485 799 0946(22) × 10–4.
- {\textstyle A_{r}(p)}, és la massa molar relativa del protó, 1,007 276 466812(90).[4]

## La hipòtesi quàntica
La constant de Planck és anomenada així en honor del físic alemany Max Planck (1858-1947), que la introduí el 1901 com la relació entre la mínima energia d'un oscil·lador microscòpic i la seva freqüència de vibració. Posteriorment, amb el desenvolupament de la mecànica quàntica, aparegué en moltes de les equacions, per la qual cosa és una constant característica del món microscòpic.

### La radiació del cos negre

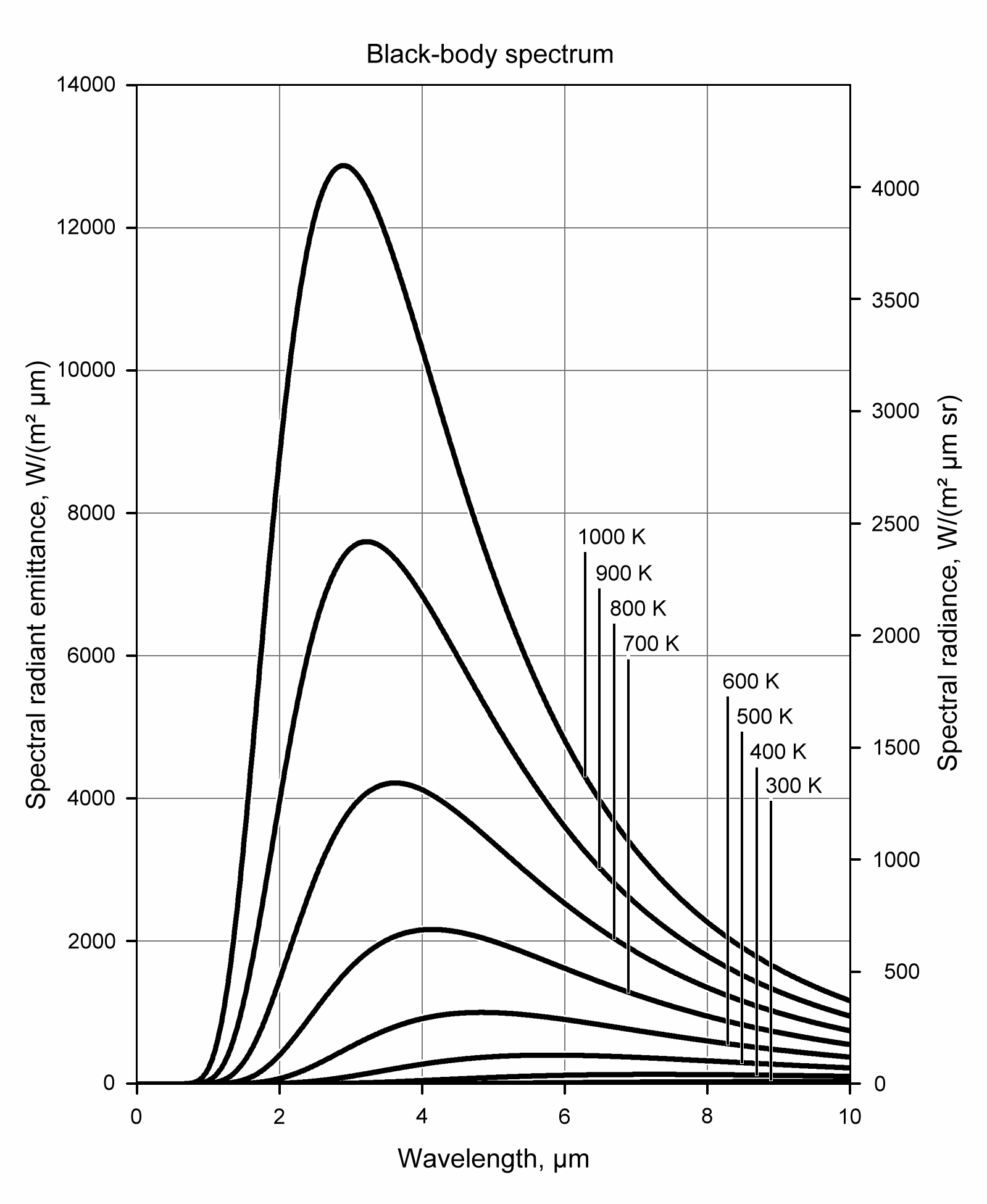
Espectre de la radiació del cos negre

El 1901, Max Planck presentà un article on donava una explicació teòrica a l'espectre de radiació del cos negre que no havia pogut ser explicada amb la física clàssica. Per fer-ho hagué d'introduir un concepte nou a la física, el de la quantització de l'energia. Inicià, així, una nova branca de la física, la mecànica quàntica.
Planck suposà que un cos negre estava format per oscil·ladors elèctrics submicroscòpics que podien acumular l'energia que arribava en forma de radiació electromagnètica al cos negre; o que podien perdre energia emetent-ne. Planck suposà que el contingut energètic d'un oscil·lador, les seves energia cinètica i potencial, en qualsevol moment pot ser només un múltiple enter de la magnitud {\textstyle hf}, on {\textstyle f} és la freqüència de la seva vibració i {\textstyle h} una constant universal, que ell anomenà quàntum d'acció. Per exemple, l'energia en cada instant pot ser {\textstyle 0,\,hf,\,2hf,\,3hf,\ldots nhf}, però mai {\textstyle 1,85hf}. Això és, l'energia de l'oscil·lador està quantitzada, limitada a múltiples enters d'una quantitat determinada o quàntum d'energia:
{\displaystyle E_{\text{oscil}}=hf}
El valor de la constant de Planck és tan petit que la diferència d'energia entre els valors possibles, o nivells d'energia, és tan minsa que resulta indetectable excepte mitjançant mètodes de mesura molt sofisticats. Per aquesta raó els físics no havien observat mai la seva existència i suposaven que l'energia podia ser absorbida i emesa per part d'un cos negre de forma contínua.
Amb aquesta hipòtesi, Planck pogué obtenir una equació, anomenada llei de Planck, que descriu perfectament les característiques de la radiació emesa per un cos negre:
{\displaystyle B_{f}(T)={\frac {2hf^{3}}{c^{2}}}{\frac {1}{e^{\frac {hf}{k_{B}T}}-1}}}
on:
- {\textstyle B_{f}(T)}, és la radiància espectral, en unitats W/srd·m²
- {\textstyle k_{B}}, és la constant de Boltzmann, 1,380 650 4(24) × 10–23 J/K
- {\textstyle c}, és la velocitat de la llum al buit, 299 792 458 m/s.

D'aquesta expressió Planck en deduí les expressions empíriques anomenades llei de Stefan-Boltzmann i llei de desplaçament de Wien. En concret, la relació entre la constant que apareix a la llei de Stefan-Boltzmann, anomenada constant de Stefan-Boltzmann, i la constant de Planck és:

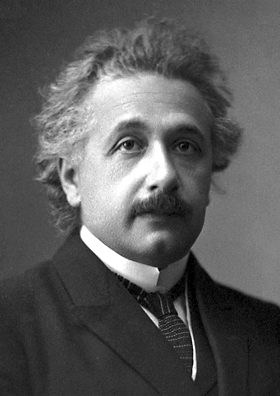
Albert Einstein, el 1921

{\displaystyle \sigma ={\frac {2\pi ^{5}k_{\rm {B}}^{4}}{15h^{3}c^{2}}}}

### La propagació de la radiació electromagnètica
La hipòtesi de Planck fou emprada el 1905 en un article pel físic alemany Albert Einstein (1879-1955). Aquest amplià la hipòtesi de Planck a la radiació electromagnètica, suposant que aquesta es podia propagar en forma de paquets discrets d'energia, que posteriorment s'anomenaren fotons, i que aquests paquets contenien una quantitat d'energia igual al producte de la constant de Planck per la freqüència de l'ona, {\textstyle f}:
{\displaystyle E_{\text{fotó}}=hf}
Aquesta nova naturalesa corpuscular de la llum li permeté explicar, entre altres fenòmens, l'efecte fotoelèctric, que la física clàssica tampoc podia explicar a partir de la radiació electromagnètica entesa com una ona.

### Els espectres atòmics

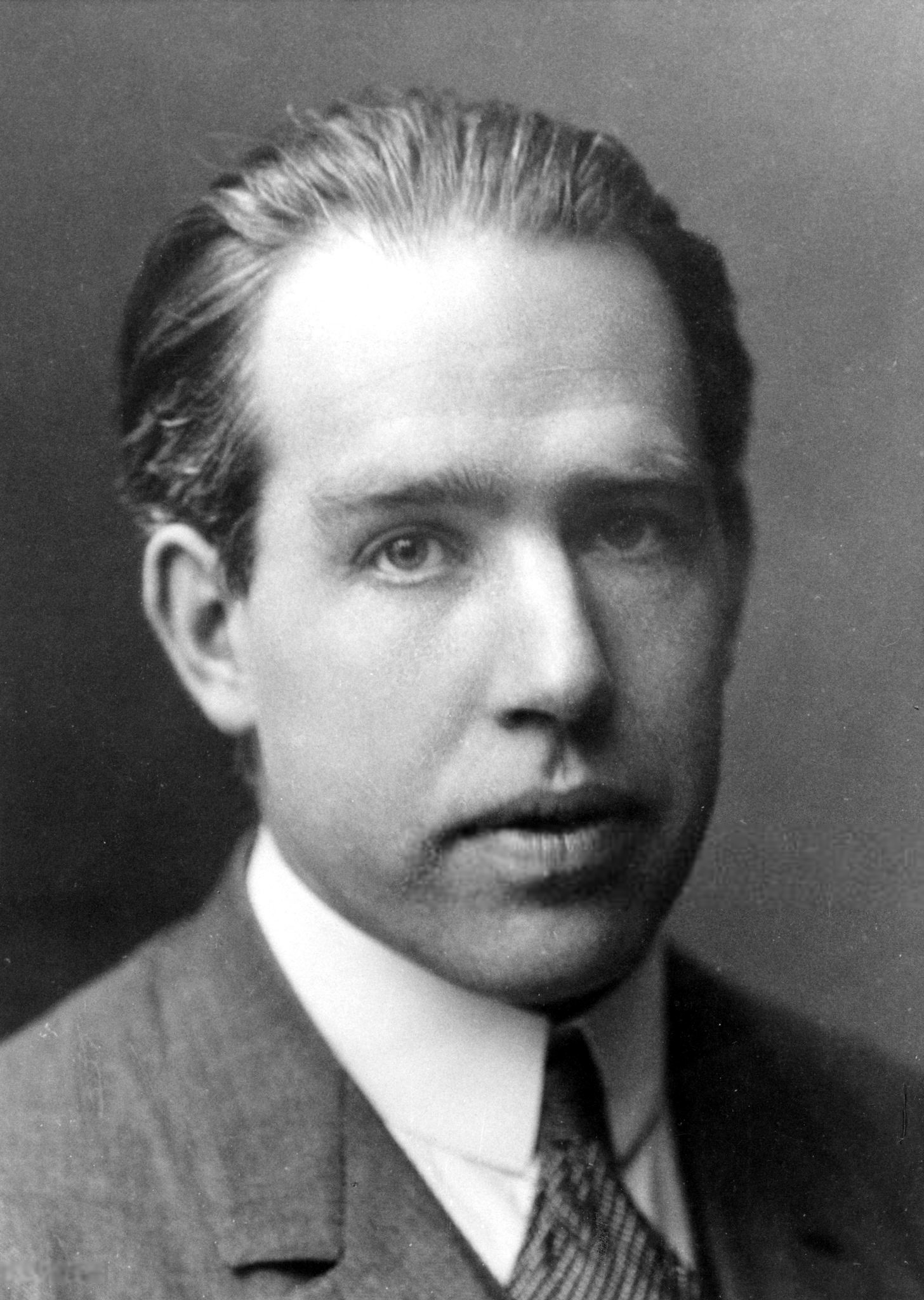
Niels Henrik David Bohr, cap al 1922

Model atòmic de Bohr

El 1913, el físic danès Niels Bohr (1885-1962) proposà un model atòmic per a l'àtom d'hidrogen en el qual els electrons giren entorn del nucli atòmic en unes òrbites circulars quantitzades, això és, que no totes les òrbites són possibles, sinó només aquelles que compleixen unes certes condicions. Amb aquest model Bohr explicà que les línies espectrals d'emissió eren radiació electromagnètica emesa quan un electró baixava des d'un nivell més alt en energia (òrbita més allunyada del nucli atòmic) a una inferior (òrbita més propera). Les línies dels espectres atòmics d'absorció corresponien al procés invers, és a dir a l'absorció de radiació electromagnètica per part d'un electró que l'invertia en pujar de nivell, des d'una òrbita propera al nucli atòmic a una més allunyada. Aquests bots dels electrons entre òrbites o nivells d'energia electrònics és el que mesura la fórmula de Rydberg. Bohr deduí teòricament la fórmula de Rydberg i l'expressà en funció d'altres constants, entre elles la de Planck, la constant de Rydberg:
{\displaystyle R_{\infty }={\frac {m_{\text{e}}e^{4}}{8{\varepsilon _{0}}^{2}h^{3}c}}}
on:
- {\displaystyle m_{\text{e}}}, és la massa en repòs de l'electró,
- {\displaystyle e}, és la càrrega elèctrica elemental,
- {\displaystyle \varepsilon _{0}}, és la constant dielèctrica del buit, i
- {\displaystyle c}, és la velocitat de la llum en el buit.

L'existència de nivells energètics quantitzats, fou comprovada experimentalment el 1914 mitjançant l'experiment de Franck-Hertz, amb àtoms de mercuri.

### La dualitat ona-corpuscle

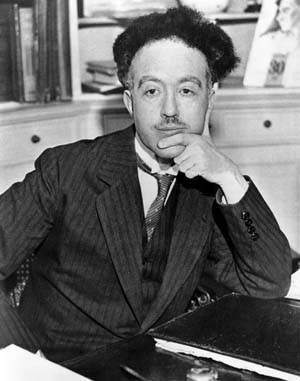
Louis-Victor-Pierre-Raymond, 7è duc de Broglie, el 1929

El 1924 el físic francès Louis de Broglie (1892-1987) proposà la hipòtesi que les partícules de massa {\textstyle m} també tenen un comportament dual com la radiació electromagnètica que és alhora ona i corpuscle. En la seva tesi doctoral proposà aquesta hipòtesi i calculà la longitud d'ona, {\textstyle \lambda }, que haurien de tenir les ones de les partícules en moviment. La relació és molt simple, la longitud d'ona és la relació entre la constant de Planck i el moment lineal, {\textstyle p=mv}, de la partícula que es mou amb una velocitat {\textstyle v}:
{\displaystyle \lambda ={\frac {h}{mv}}}
El valor tant petit de la constant de Planck fa que les ones dels cossos macroscòpics, com ara una persona o una pilota de tennis, siguin indetectables per a nosaltres, i només tenguin importància a escala microscòpica. Així la longitud d'ona d'una persona movent-se a 1 m/s és de només 10–35 m.
Aquesta hipòtesi fou plenament confirmada el 1927 amb l'experiment de Davisson-Germer i amb el de Thomson, de difracció d'electrons per cristalls.

### L'equació de Schrödinger

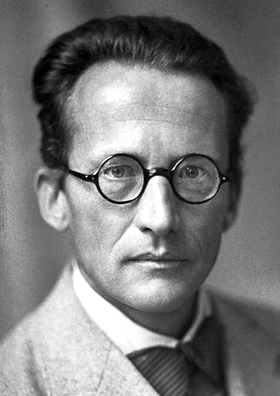
Erwin Rudolf Josef Alexander Schrödinger, el 1933

El 1926 el físic austríac Erwin Schrödinger (1887-1961) publicà un article on proposava un nou model atòmic a partir de la descripció de l'estat dels electrons en els àtoms com si fossin ones seguint, la hipòtesi de De Broglie. L'equació d'ona de Schrödinger conté la constant de Planck i compleix l'equació de Schrödinger:
{\displaystyle i{\frac {h}{2\pi }}{\partial \Psi (\mathbf {r} ,\,t) \over \partial t}={\hat {H}}\Psi (\mathbf {r} ,\,t)}
on:
- {\textstyle \Psi (\mathbf {r} ,\,t)} és la funció d'ona, que és l'amplitud de probabilitat per a diferents espais de configuració del sistema.
- {\textstyle i={\sqrt {-1}}}
- {\textstyle {\hat {H}}} és l'operador lineal Hamiltonià.

Per a un sistema determinat, les diferents funcions pròpies {\textstyle \Psi (\mathbf {r} ,\,t)}, solucions de l'equació de Schrödinger, són conegudes com a orbitals atòmics, i són caracteritzades per uns valors propis que corresponen a l'energia dels esmentats orbitals. El mòdul al quadrat de la funció {\textstyle \Psi (\mathbf {r} ,\,t)} té el significat, segons el físic alemany Max Born (1882-1970), de la probabilitat de localització de l'electró que descriu l'esmentada funció en una regió determinada de l'espai, i la seva representació gràfica constitueix la imatge visual dels orbitals. El coneixement exacte del hamiltonià {\textstyle {\hat {H}}} pot ésser únicament assolit en els sistemes que consten d'un sol electró, és a dir, l'àtom d'hidrogen i els àtoms hidrogenoides (He+, Li2+, Be3+), per la qual cosa cal recórrer generalment a mètodes aproximats per a la resolució de l'equació, com ara el mètode del camp autocoherent de Hartree i el dels orbitals aproximats de Slater.

### Principi d'incertesa

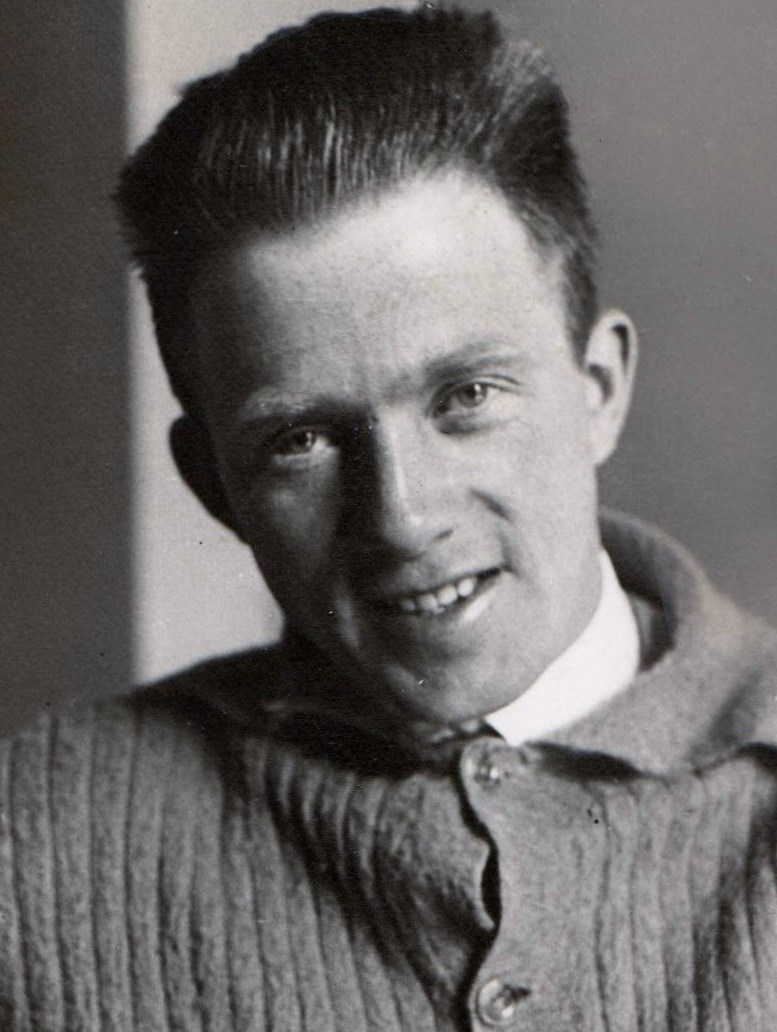
Werner Karl Heisenberg, el 1926

El 1927 el físic alemany Werner Heisenberg (1901-1976) publicà un article on apareix el principi d'incertesa o principi d'indeterminació, que postula que no es pot saber, alhora i amb total precisió, el valor de certs objectes observables, com per exemple la posició i el moment lineal, {\textstyle p=mv}, d'una partícula de massa {\textstyle m} que es mou amb una velocitat {\textstyle v}. El principi d'incertesa és un dels principis més importants de la mecànica quàntica. Les mesures de l'objecte observable tindran desviació estàndard {\textstyle \Delta x} de la posició i del moment lineal {\textstyle \Delta p}. El principi d'incertesa dona una relació entre aquestes dues desviacions i, matemàticament, està relacionat amb la constant de Planck ja que s'expressa com:
{\displaystyle \Delta x\cdot \Delta p\geq {\frac {h}{4\pi }}}

### Radiació de Hawking

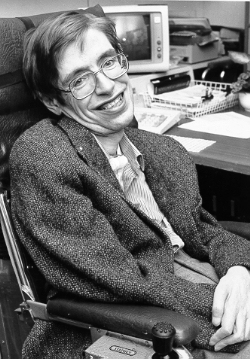
Stephen William Hawking, el 1999.

La radiació de Hawking és una emissió tèrmica dels forats negres, cossos d'elevada densitat de massa que impedeixen la sortida de la llum del seu interior, deguda a efectes quàntics. Aquesta radiació fou proposada pel físic anglès Stephen W. Hawking (1942-2018) l'any 1974 basant-se en càlculs teòrics. En concret, Hawking predigué que un forat negre de Schwarschild de massa {\textstyle M} emet radiació electromagnètica com un si fos un cos negre a temperatura {\textstyle T}:
{\displaystyle T={\frac {hc^{3}}{16\pi ^{2}\sigma GM}}}
on:
- {\textstyle \sigma }, és la constant de Stefan-Boltzmann,
- {\textstyle G}, és la constant de gravitació universal.

En aquesta expressió apareix novament la constant de Planck, ja que es tracta d'un fenomen quàntic. A partir de l'observació que l'horitzó d'esdeveniments creix sempre que cau matèria en un forat negre, el 1972 el físic israelià, d'origen mexicà, Jacob David Bekenstein (1947-2015) suggerí que això significava una mesura del creixement de l'entropia del forat negre. Hawking, d'acord amb la segona llei de la termodinàmica, afirmà que si un forat negre té entropia també ha de tenir certa temperatura i això provoca que hagi d'emetre radiació. L'emissió es podria entendre prenent parells de partícules virtuals, una de les quals és xuclada pel forat negre, mentre que l'altre pot escapar de la rodalia del forat negre com a partícula real. L'energia positiva de la radiació sortint es contrarestaria per un flux de partícules d'energia negativa cap a l'interior del forat negre. El forat negre perdria massa. És possible que a partir de certa massa crítica el forat negre ja no produeixi més emissions i, per tant, la pèrdua de massa no continuaria.
La radiació de Hawking no ha estat mai encara observada experimentalment. En cas de ser-ho, es tractaria de la primera prova experimental d'un efecte combinat de teoria general de la relativitat i de la mecànica quàntica.

## Constant de Planck reduïda
La constant de Planck reduïda (símbol {\textstyle \hbar }) és la constant de Planck dividida per {\textstyle 2\pi }, ja que així es poden simplificar moltes fórmules que apareixen a la mecànica quàntica. El seu valor és:
{\displaystyle \hbar \equiv {\frac {h}{2\pi }}=1{,}054\ 571\ 596(82)\times 10^{-34}\ {\mbox{J}}\cdot {\mbox{s}}.}
Sovint s'anomena "h tallada" o "h-barra" i a vegades (rarament) s'esmenta com a constant de Dirac, en honor de Paul Adrien Maurice Dirac.

## Determinació experimental
La primera mesura experimental de la constant de Planck la realitzà el 1913 el físic nord-americà Robert Andrews Millikan (1868-1953) en el seu famós experiment de la gota d'oli, que li permeté obtenir el valor de la càrrega elemental i, amb ella, una sèrie de valors de constants fonamentals, entre les quals hi havia la constant de Planck a partir d'una relació amb la constant de Stefan-Boltzmann. El valor obtingut fou {\textstyle h=6{,}620\times 10^{-34}\,{\mbox{J}}\,{\mbox{s}}}, que difereix en només un 0,1% del valor acceptat actualment.

### Efecte fotoelèctric
Robert Millikan es proposà realitzar una mesura més precisa de la constant de Planck, per la qual cosa realitzà mesures precises de l'efecte fotoelèctric a partir de l'equació d'Einstein. El 1916 publicà el valor {\textstyle h=6{,}57\times 10^{-34}\,{\mbox{J}}\,{\mbox{s}}}.